# Портас
Портас (гал. Portas, ісп. Portas) — муніципалітет в Іспанії, у складі автономної спільноти Галісія, у провінції Понтеведра. Населення — 3089 осіб (2009).
Муніципалітет розташований на відстані близько 480 км на північний захід від Мадрида, 16 км на північ від Понтеведри.

## Демографія
Динаміка населення (INE ):

## Галерея зображень

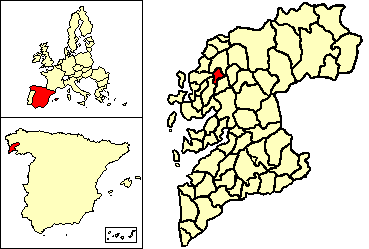
Розташування муніципалітету